# 藤子みお
藤子 みお（ふじこ みお、2000年9月3日 - ）は、日本のAV女優。アトラクティブ所属。

## 略歴
2022年6月、E-BODY専属女優としてAVデビュー。
4作品に出演後、専属を離れ企画単体女優となる。
2024年10月20日、事務所退所をSNSで報告。

## 人物
西日本の有名な歓楽街である福原のソープランドに在籍。風俗サイトのおっぱい部門で1位を獲得し、在籍店でも人気の高いソープ嬢である。
「この世にこの体を残そう」と思い、とりあえず1本AVに出たとしている。

## 出演作品

### アダルトDVD
- 西日本最大級の歓楽街でトップまで登り詰めた純白極美体 兵庫の夜街、福原 No.1ソープ嬢AVデビュー（6月21日、E-BODY）
- 関西No.1 美白乳ソープ嬢を逆に性感サービスでイカせてイカせてイカセまくる 逆ソープ超絶アクメ（7月19日、E-BODY）
- 伝説級ソープ嬢“藤子みお”中出し解禁 究極のピンク乳首おっぱいを責めて責めてからの最後は中出し!!（8月16日、E-BODY）
- 美乳・美ま●こ丸出し即生ハメ対応!! 無限発射OK逆バニー ―風俗嬢―（9月20日、E-BODY）
- Gcup美乳×関西人気NO.1泡姫 プライベートで乳遊び弄り三昧ライブ Boin「藤子みお」Box（11月15日、ABC）
- 大好きな巨乳叔母と濃厚ぷるシコ筆下ろしセックス（12月6日、VENUS）※Blu-ray Disc版も同時発売
- 完全プライベート映像 天然Gカップ女神級ボディ22歳・藤子みおちゃんと初めての二人きりお泊まり（12月6日、パコパコ団とゆかいな仲間たち）※Blu-ray Disc版も同時発売
- マンション管理組合中出し性処理当番 マジかよ!?今週の当番は藤子の奥さんだってよ!（12月20日、グローリークエスト）※「みお」名義
- 放課後オナホ倶楽部 巨乳ギャルにごっくんペロペロ＆中出しでパコり放題!（12月20日、kira☆kira）※「ふじこ」名義

- 美人女教師の彼女はクラスの担任で部活の顧問でボクの恋人 〜年上彼女と朝から晩まで禁断情熱中出しSEX〜（1月3日、VENUS）※Blu-ray Disc版も同時発売

### アダルトVR
- 有名歓楽街“福原”で人気No.1の純白極美ボディ&極上ソープテク リアル体験VR（2022年10月2日、E-BODY）

### デジタル写真集
- 美爆乳を揉み舐め放題!好き放題!（2022年12月8日、BB動画）